# قائمة ألعاب يوبي سوفت

شعار يوبي سوفت

ألعاب تم تطويرها أو نشرها بواسطة شركة يوبي سوفت
- آي آم آلايف
- أساسنز كريد III: ليبريشن
- أساسنز كريد III
- أساسنز كريد II
- أساسنز كريد IV: بلاك فلاغ
- أساسنز كريد روغ
- أساسنز كريد سنديكيت
- أساسنز كريد يونيتي
- أساسنز كريد: التايرز كرونيكلز
- أساسنز كريد: برذرهود
- أساسنز كريد: بلودلاينز
- أساسنز كريد: ريفليشنز
- أساسنز كريد
- أساسنز كريد: أورجنز
- أساسنز كريد: أوديسي
- أساسنز كريد: فالهالا
- أساسنز كريد كرونيكلز
- أستريكس
- إن سي آي إس
- إنديانا جونز والحملة الأخيرة
- السنافر 2
- السنافر
- الضاحكون
- المرتزقة 2
- بابل ريسنغ
- برنس أوف برشيا
- برنس أوف بيرشيا
- برنس أوف بيرشيا: ذا تو ثرونز
- برنس أوف بيرشيا: ذا ساندز أوف تايم
- برنس أوف بيرشيا: ذا فورجتن ساندز
- برنس أوف بيرشيا: واريور ويذن
- تشايلد أوف لايت
- تشيس ماستر
- تنشو: شادو أساسنز
- توم كلانسي إند وار
- توم كلانسي سبلينتر سيل
- توم كلانسي سبلينتر سيل: إسنشلز
- توم كلانسي سبلينتر سيل: باندورا تومورو
- توم كلانسي سبلينتر سيل: بلاكليست
- توم كلانسي سبلينتر سيل: دبل ايجنت
- توم كلانسي سبلينتر سيل: كونفيكشن
- توم كلانسي سبلينتر سيل: نظرية الفوضى
- توم كلانسيز رينبو 6: باتريوتس
- توم كلانسيز رينبو سكس سايج
- توم كلوني هوكس
- توم كلوني هوكس 2
- جاست دانس
- جاست دانس 2014
- جاست دانس 2015
- جاست دانس 2016
- جاست دانس 2
- جاست دانس 3
- جاست دانس 4
- درايفر: باراليل لاينز
- درايفر: سان فرانسيسكو
- ديفل ماي كراي 3
- ذا كرو
- رايمان ليجندز
- ريزدنت إيفل 4
- زومبي يو
- ستراتيغو
- شجاعة القلوب: الحرب العظمى
- فار كراي
- فار كراي 2
- فار كراي 3: التنين الدموي
- فار كراي 3
- فار كراي 4
- فار كراي برايمال
- فار كراي فينجنس
- فار كراي:الغرائز
- فار كراي 5
- فار كراي 6
- فور أونور
- فيوريس 4
- كوكب القردة
- ما وراء الخير والشر
- مايكل جاكسون: ذا اكسبيريانس
- هيز
- واتش دوغز
- وورلد إن كونفليكت

## وصلات خارجية
- قائمة ألعاب يوبي سوفت في موبي جيمز نسخة محفوظة 7 أكتوبر 2013 على موقع واي باك مشين.